# Lista de batalhas da Primeira Guerra Mundial
Esta é a lista de batalhas travadas na Primeira Guerra Mundial.

## 1914
- Batalha de Liège (4 a 16 de agosto)
- Batalha das Fronteiras (14 a 24 de agosto)
- Batalha de Mulhouse (7 a 14 de agosto)
- Batalha de Halen (12 de agosto)
- Batalha de Lorraine (14 a 25 de agosto)
- Batalha de Antivari (16 de agosto)
- Batalha de Stallupönen (17 de agosto)
- Batalha de Gumbinnen (20 de agosto)
- Batalha das Ardenas (21 a 23 de agosto)
- Batalha de Charleroi (21 de agosto)
- Cerco a Namur (21 de agosto)
- Batalha de Mons (23 de agosto)
- Batalha de Tannenberg (1914) (23 de agosto a 2 de setembro)
- Captura de Dinant (23 de agosto)
- Batalha de Krasnik (23 a 25 de agosto)
- Cerco a Maubeuge (24 de agosto a 7 de setembro)
- Destruição de Louvain (25 de agosto)
- Batalha de Le Cateau (26 a 27 de agosto)
- Batalha de Galícia (26 de agosto a 11 de setembro)
- Batalha de Komarów (26 de agosto a 2 de setembro)
- Batalha de Heligoland Bight (28 de agosto)
- Batalha de Saint-Quentin (29 a 30 de agosto), também conhecida como a Batalha de Guise
- Batalha de Rowa (2 a 11 de setembro)
- Primeira Batalha do Marne (5 a 12 de setembro)
- Primeira Batalha dos Lagos Masurianos (9 a 14 de setembro)
- Batalha de Bita Paka (11 de setembro)
- Primeira Batalha de Aisne (13 a 28 de setembro)
- Primeira Batalha de Albert (25 de setembro)
- Batalha de Sandfontein (26 de setembro)
- Cerco a Antuérpia (28 de setembro a 10 de outubro)
- Batalha do rio Vístula, também conhecida como a Batalha de Varsóvia (29 de setembro a 31 de outubro)
- Primeira Batalha de Arras (1 a 4 de outubro)
- Batalha de Yser (16 a 31 de outubro)
- Primeira Batalha de Ypres (19 de outubro a 22 de novembro)
- Cerco de Tsingtao (31 de outubro a 7 de novembro)
- Batalha de Lodz (11 de novembro a 6 de dezembro)
- Batalha de Coronel (1 de novembro)
- Batalha de Tanga (2 a 5 de novembro)
- Batalha de Qurna (3 de dezembro)
- Batalha das Ilhas Malvinas (8 de dezembro)
- Batalha de Givenchy (18 a 22 de dezembro)
- Primeira Batalha de Champagne (20 de dezembro)

## 1915
- Batalha de Dogger Bank (24 de janeiro)
- Batalha de Bolimov (31 de janeiro)
- Segunda Batalha dos Lagos Masurianos (7 a 22 de fevereiro)
- Batalha de Neuve Chapelle (10 a 13 de março)
- Segunda Batalha de Ypres (22 de abril a 25 de maio)
- Campanha de Galípoli (25 de abril de 1915 a 6 de janeiro de 1916)
- Primeira Batalha de Krithia (28 de abril)
- Ofensiva Gorlice-Tarnów (1 de maio a 18 de setembro)
- Segunda Batalha de Krithia (6 a 8 de maio)
- Segunda Batalha de Artois (9 a 15 de maio)
- Batalha de Festubert (15 a 27 de maio)
- Terceira Batalha de Krithia (4 de junho)
- Primeira Batalha de Isonzo (23 de junho a 7 de julho)
- Segunda Batalha de Isonzo (18 de julho a 3 de agosto)
- Batalha de Varsóvia (1915) (17 de agosto a 14 de setembro)
- Terceira Batalha de Artois (15 de setembro a 4 de novembro)
- Batalha de Loos (25 a 28 de setembro)
- Segunda Batalha de Champagne (25 de setembro a 6 de novembro)
- Terceira Batalha de Isonzo (18 de outubro a 3 de novembro)
- Quarta Batalha de Isonzo (10 de novembro a 2 de dezembro)
- Batalha de Kosovo (1915) (10 de novembro a 4 de dezembro)

## 1916
- Batalha de Verdun (21 de fevereiro a 19 de dezembro)
- Batalha de Bitlisse (2 de março a 24 de agosto)
- Quinta Batalha de Isonzo (9 a 17 de março)
- Batalha de Hulluch (27 a 29 de abril)
- Batalha da Jutlândia (31 de maio a 1 de junho)
- Ofensiva Brusilov (4 de junho a 20 de setembro)
- Batalha do Somme (1 de julho a 18 de novembro)
- Batalha de Fromelles (19 a 20 de julho)
- Batalha de Pozières (23 de julho a 7 de agosto)
- Sexta Batalha de Isonzo (6 a 17 de agosto)
- Batalha de Guillemont (3 a 6 de Setembro)
- Batalha de Ginchy (9 de setembro)
- Sétima Batalha de Isonzo (14 a 17 de setembro)
- Oitava Batalha de Isonzo (10 a 12 de outubro)
- Nona Batalha de Isonzo (1 a 4 de novembro)

## 1917
- Batalha de Arras (1917) (9 de abril a 16 de maio)
- Ofensiva Nivelle (16 de abril a 9 de maio)
- Batalha de Vimy Ridge (9 a 12 de abril)
- Segunda Batalha de Aisne (16 de abril a 9 de maio)
- Décima Batalha de Isonzo (12 de maio a 8 de junho)
- Batalha de Messines (7 a 14 de junho)
- Batalha de Passchendaele, também conhecida como Terceira Batalha de Ypres (31 de julho a 6 de novembro)
- Batalha da Colina 70 (15 a 25 de agosto)
- Décima-Primeira Batalha de Isonzo (19 de agosto a 12 de setembro)
- Batalha de Caporetto, também conhecida como Décima-Segunda Batalha de Isonzo (24 de outubro a 9 de novembro)
- Batalha de Cambrai (1917) (20 de novembro a 6 de dezembro)

## 1918
- Ofensiva da Primavera (21 de março a 18 de julho)
- Batalha de Moreuil Wood (30 de março)
- Batalha do Lys (9 a 29 de abril)
- Terceira Batalha de Aisne (27 de maio a 6 de junho)
- Batalha de Cantigny (28 de maio)
- Batalha de Belleau Wood (1 a 26 de junho)
- Batalha do Rio Piave (15 a 23 de junho)
- Batalha de Le Hamel (4 de julho)
- Segunda Batalha do Marne (6 de julho a 8 de agosto)
- Batalha de Château-Thierry (18 de julho)
- Batalha de Amiens (8 a 11 de agosto)
- Ofensiva dos Cem Dias (8 de agosto a 11 de novembro)
- Batalha de Havrincourt (12 de setembro)
- Batalha de Saint-Mihiel (12 a 15 de setembro)
- Batalha de Epéhy (18 de setembro)
- Batalha de Megido (1918) (19 a 21 de setembro)
- Ofensiva Meuse-Argonne (26 de setembro a 11 de novembro)
- Batalha de Canal do Norte (27 de setembro a 1 de outubro)
- Batalha de St. Quentin Canal, também conhecida como a Batalha da Linha Hindenburg (29 de setembro a 10 de outubro)
- Batalha de Cambrai (8 a 10 de outubro)
- Batalha de Vittorio Veneto (23 de outubro a 3 de novembro)
- Batalha de Sharqat (23 a 30 de outubro)
- Segunda Batalha do Sambre (4 de novembro)
- Batalha das Toninhas (10 de novembro)